# Вітлі (округ, Індіана)
Шаблон:StateAbbr_ 41°08′ пн. ш. 85°30′ зх. д. / 41.14° пн. ш. 85.5° зх. д.
Округ  Вітлі (англ. Whitley County) — округ (графство) у штаті  Індіана, США. Ідентифікатор округу 18183.

## Історія
Округ утворений 1835 року.

## Демографія
За даними перепису 
2000 року 
загальне населення округу становило 30707 осіб, зокрема міського населення було 7371, а сільського — 23336.
Серед мешканців округу чоловіків було 15238, а жінок — 15469. В окрузі було 11711 домогосподарств, 8605 родин, які мешкали в 12545 будинках.
Середній розмір родини становив 3,03.
Віковий розподіл населення поданий у таблиці:
| Стать    | До 15 років | 15-21 | 22-29 | 30-39 | 40-49 | 50-65 | 65-85 | Понад 85 |
| -------- | ----------- | ----- | ----- | ----- | ----- | ----- | ----- | -------- |
| Чоловіки | 3478        | 1521  | 1481  | 2179  | 2550  | 2380  | 1499  | 150      |
| Жінки    | 3307        | 1376  | 1372  | 2227  | 2445  | 2387  | 1989  | 366      |

## Суміжні округи
- Нобл — північ
- Аллен — схід
- Гантінгтон — південь
- Вобаш — південний захід
- Косцюшко — захід

## Виноски
1. ↑  U.S. Decennial Census. United States Census Bureau. Архів оригіналу за 4 квітня 2018. Процитовано 10 липня 2014.
2. ↑  Historical Census Browser. University of Virginia Library. Архів оригіналу за 11 серпня 2012. Процитовано 10 липня 2014.
3. ↑  Population of Counties by Decennial Census: 1900 to 1990. United States Census Bureau. Архів оригіналу за 4 жовтня 2014. Процитовано 10 липня 2014.
4. ↑  Census 2000 PHC-T-4. Ranking Tables for Counties: 1990 and 2000 (PDF). United States Census Bureau. Архів оригіналу (PDF) за 18 грудня 2014. Процитовано 10 липня 2014.
5. ↑  Whitley County QuickFacts. Бюро перепису населення США. Архів оригіналу за 7 червня 2011. Процитовано 25 вересня 2011.(англ.) Наведено за англійською вікіпедією.
6. ↑  QuickFacts. Whitley County, Indiana. United States Census Bureau. Архів оригіналу за 6 листопада 2018. Процитовано 6 листопада 2018.
7. ↑  American FactFinder. Бюро перепису населення США. Архів оригіналу за 21 травня 2008. Процитовано 31 січня 2008.

| США | Це незавершена стаття з географії США. Ви можете допомогти проєкту, виправивши або дописавши її. |